# Cris Morena
Cris Morina, właśc. María Cristina Di Giacomi (ur. 23 sierpnia 1956 w Buenos Aires) – argentyńska aktorka, tekściarka i producentka filmowa, założycielka Cris Morena Group. Odpowiedzialna jest za produkcje m.in. Alma Pirata, Amor mío, Casi ángeles, Chiquititas, Floricienta, Jugate conmigo, Rebelde Way, Verano del '98.

## Życiorys
Uczęszczała do szkoły religijnej, pracowała dorywczo jako modelka. Związana była z telewizją Telefe, powołała do życia wydawnictwo Mardi Gras oraz zajmujące się produkcją telewizyjną przedsiębiorstwo Cris Morena Group. Występowała w programie telewizyjnym Dulce fugitiva, napisała także ponad 500 tekstów do utworów muzycznych oraz komponowała muzykę.

## Życie prywatne
Związała się małżeństwem z Gustavo Yankelevichem. Matka Rominy Yan.